# Oribe Peralta
Oribe Peralta Morones (Torreón, Coahuila, México; 12 de enero de 1984) es un exfutbolista mexicano que se desempeñaba como delantero, se retiró en el Club Deportivo Guadalajara de la Liga MX.
Durante la campaña 2011-12 aumentó su valor de 1 millón 900 euros a 3 millones de euros, esto gracias a sus actuaciones durante la temporada en donde consiguió 43 goles, siendo ésta su mejor marca. Se colocó en el duodécimo lugar en la lista de los 83 mejores goleadores de Primera División del año 2012.
Se convirtió en el primer futbolista en ganar la edición del Futbolista del Año de la Concacaf el 13 de diciembre de 2013. Terminó en el puesto 18° de los mejores goleadores del 2013 empatado con Luis Suárez y Edinson Cavani.

## Trayectoria

### Inicios
A los 13 años entró a su primer equipo de fútbol, Los Vagos, en la categoría libre de su pueblo. En 1998, cuando Oribe se encontraba en la preparatoria, fue convocado al equipo oficial de La Partida para jugar contra otros municipios. Logró ingresar al CESIFUT (Centro de Sinergia Futbolista) y al año se fracturó la tibia y peroné, lo cual lo mantuvo inmovilizado durante un año. Después de superar la fractura, se integró al equipo de Alacranes de Durango y llamó la atención del director técnico del Guadalajara, Oscar Ruggeri, quien lo llevó a Guadalajara para probarse. Al poco tiempo, recibió la invitación de Monarcas Morelia, donde el director técnico Rubén Omar Romano lo puso a prueba durante 2 meses sin goce de sueldo.

### Monarcas Morelia
Debutó con Monarcas el 22 de febrero de 2003 en la derrota de su equipo 1-2 en contra del Club América. Entró al minuto 87 del encuentro y el entrenador encargado de debutarlo fue Rubén Omar Romano. Su segundo partido fue en la jornada 9 del Torneo Clausura 2003 en el empate a un gol en contra del Cruz Azul.

### Club León
En la campaña 2003-04 jugó en la Primera "A" con el Club León. Debutó con el equipo el 16 de agosto de 2003 en la derrota de León en contra de Delfines de Coatzacoalcos por marcador de 2-0. Anotó su primer gol hasta la jornada 8, el 21 de septiembre cuando el León derrotó 5-1 a Lagartos de Tabasco. Fue campeón del Torneo Clausura 2004, pero perdió la serie por el ascenso a Primera División ante Dorados de Sinaloa. El partido de ida terminó en empate a dos goles y el de vuelta lo ganó Dorados 2-1.

### Club de Fútbol Monterrey
Posteriormente fue vendido al Club de Fútbol Monterrey en el 2004. Su primer partido con el equipo fue en el Clásico Regiomontano el 21 de agosto de 2004. Tigres ganó el partido por goleada de 6-2. Hizo su primer gol en primera división el 28 de agosto de 2004 contra Cruz Azul. Entró de cambio al minuto 70 y anotó al minuto 80. Ese encuentro terminó 3-0 a favor del equipo regiomontano. Su primer partido internacional fue el 16 de marzo de 2005 en la Copa de Campeones de la CONCACAF, donde jugó el partido completo contra Club Social y Deportivo Municipal.

### Club Deportivo Guadalajara
En el 2005 reforzó al Club Deportivo Guadalajara para jugar la Copa Libertadores 2005. Jugó cuatro partidos sin lograr anotar.

### Club Santos Laguna
Luego llegó como refuerzo del Santos Laguna para el Torneo Apertura 2006 haciendo dupla con Eliomar Marcón. Con la contratación del ecuatoriano Christian Benítez, además del regreso de Matías Vuoso, Peralta fue relegado a la banca, donde tuvo pocas oportunidades para ser titular. A pesar de esto, ganó el Torneo Clausura 2008.

### Chiapas Fútbol Club

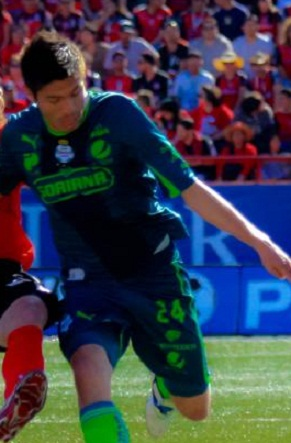
Oribe con Santos.

Para el Torneo Clausura 2009 fue cedido a préstamo a Chiapas Fútbol Club por 1 año, donde logró notables participaciones y se hizo de la titularidad, formando una pieza importante en el cuadro titular de Jaguares a tal grado de querer quedarse en Jaguares, ya que probablemente jugaría muy poco con el cuadro del Santos, a pesar de su deseo de quedarse en Chiapas, terminó por regresar a Torreón. Durante los torneos Clausura y Apertura 2009 jugó un total de 35 partidos y marcó 12 goles.

### Club Santos Laguna (segunda etapa)
Para el Torneo Bicentenario 2010 vuelve a Santos Laguna donde ahora él relegó a la banca a Vuoso. El 10 de mayo de 2010, durante el partido de vuelta de semifinal contra Monarcas Morelia, marcó su primer hat-trick en el club, el partido finalizó 7-1 a favor del Santos. Para el Apertura 2010 volvió a la banca debido al regreso de Christian Benítez de Inglaterra. Jugó pocos partidos de titular, pero sí jugó todos los juegos de la fase regular.
En el Torneo Apertura 2011 en la primera jornada debutó marcando un triplete en los minutos 11, 37 y 72 frente al Pachuca, el partido finalizó en victoria de 4-1 para Santos. El 14 de agosto de 2011, anotó el gol número mil del Santos en torneos cortos con una espectacular chilena. Al finalizar la etapa regular logró marcar 10 goles, quedándose a un gol de alcanzar el campeonato de goleo. En la liguilla Oribe fue el máximo anotador con tres anotaciones, en total marcó trece goles en todo el torneo.
En el Torneo Clausura 2012, el 3 de marzo de 2012 marcó su primer póker en los minutos 4, 17, 72 y 79 frente al San Luis en la victoria de 5-2. Se coronó campeón del torneo venciendo al equipo de Monterrey, siendo factor para lograrlo, anotando un gol en el partido de ida y otro en el de vuelta. Fue el mayor artillero de dicha liguilla con 6 anotaciones. Durante el torneo marcó quince anotaciones.
El 27 de septiembre de 2013 llegó a los 300 partidos jugados en primera división y consiguió su gol número 70 con el Santos. El 13 de diciembre fue nombrado por parte de la CONCACAF como el mejor jugador de la zona, ganándole a los estadounidenses Landon Donovan y Michael Bradley. En la Copa Libertadores 2014, el 11 de febrero, en la jornada 1, Peralta marcó el 1-0 al minuto 18 tras asistencia de Darwin Quintero que le cedió el triunfo al Santos sobre el Arsenal de Sarandí. El 15 de marzo de 2014 llegó a los 100 goles en la Primera División de México.

### Club América

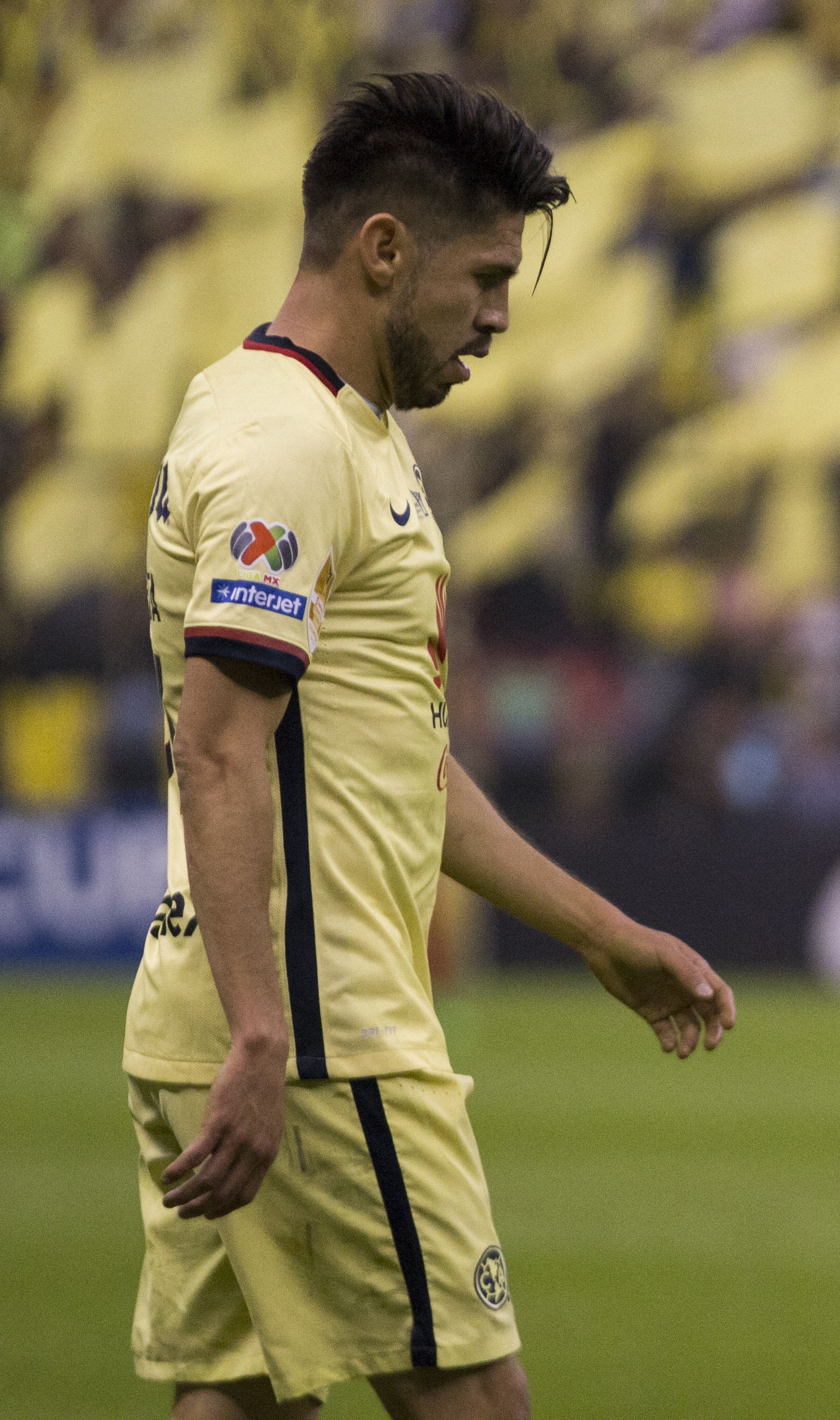
Oribe en la final de la Liga de Campeones de Concacaf.

Se hizo oficial su traspaso al Club América en una conferencia de prensa el 13 de mayo de 2014, se convirtió uno de los muy pocos jugadores en jugar con Club América y Club Deportivo Guadalajara, la transacción fue de 10 millones de dólares. Debutó ante el Club León partido que finalizó 1-2 en favor de los azulcremas. Sin embargo, anotaría su primer gol como americanista el 2 de agosto ante el Puebla F. C. Entraría en buena racha anotando en los siguientes partidos contra Tigres de la UANL, Monarcas Morelia y en algunos partidos de la Concacaf Liga Campeones. No anotaría en liga, hasta siete partidos después en la victoria de su equipo 2-0 al Monterrey. Firmaría su primer doblete en el empate contra Toluca, partido que finalizó 2-2 en el Estadio Nemesio Díez. En su primera campaña en el América, conseguiría nueve goles, además del título del Apertura 2014, el tercero en su carrera futbolística.
Anotó 2 goles en el primer partido del Club América en el Clausura 2015 ante León, partido que finalizó 3-2 en el Estadio Azteca en favor de los cremas, iniciando con una buena actuación el torneo. En el torneo Clausura 2015 solo registraría 5 anotaciones y en fase definitiva anotaría un tanto contra el Pachuca en la fase de liguilla, los de Coapa serían eliminados por los hidalguenses con un marcador global 5-7. 
En esa misma temporada consiguió anotar un total de 7 dianas en la Concacaf Liga Campeones donde culminó como campeón de goleo compartiendo el título con su compañero de equipo el argentino naturalizado mexicano Darío Benedetto. Y con esto asistiría al Mundial de Clubes.
El 13 de diciembre de 2015 hace su debut en el Mundial de Clubes anotando un gol al Guangzhou Evergrande, sin embargo el equipo chino remonto el marcador para ganar el encuentro.
Para el siguiente torneo comenzaría a convertirse en pieza clave del equipo, pese a levantar polémica cuando confesó extrañar a Santos Laguna poniendo descontenta a la afición de su equipo. Sin embargo, fue tomando forma en el torneo y se convirtió en el goleador del América en el Clausura 2016, con 9 goles en el Torneo Regular.
El 15 de mayo de 2016 en el Estadio Azteca durante la vuelta de los cuartos de final correspondiente al Clausura 2016 anotaría el gol definitivo para que el América elimine a su gran rival, las Chivas de Guadalajara, con una asistencia del que fue su compañero en Santos, Darwin Quintero.
El 23 de julio de 2016 anota su primer hat-trick con América, en la jornada 2 del Apertura 2016 en contra del Toluca, saliendo del partido al minuto 75 por Renato Ibarra.
El 16 de diciembre de 2018 gana su segundo título con América frente al Cruz Azul.

### Club Deportivo Guadalajara (segunda etapa)
El 17 de junio de 2019, se hizo oficial su regreso a Chivas, en traspaso definitivo, siendo anunciado mediante sus redes sociales oficiales, convirtiéndose en el tercer refuerzo de cara al Apertura 2019. Dicha transferencia fue muy polémica en el medio deportivo por haber sido traspasado a Chivas directamente desde su odiado rival el Club América.
Debutó en su segunda etapa en el Guadalajara el 28 de junio de 2019 contra River Plate en goleada 5-1 a favor de la escuadra Argentina. El 21 de julio de 2019, debuta con Chivas en la Liga, debutando al minuto 60 entrando de cambio por Jesús Molina, ante su ex-equipo Santos Laguna en el Territorio Santos Modelo. El 1 de octubre de 2019, anotaría su primer gol como rojiblanco ante el Correcaminos de la UAT, correspondiente a la Jornada 2 de la Copa MX.
El 31 de enero de 2020, marcaría su primer gol de Liga con Chivas, de vía penal en la visita ante el Club Atlético de San Luis, quedando en empate 2-2.
Su segunda etapa con el Guadalajara terminó el 23 de noviembre de 2021, después de tener poca actividad durante el Apertura 2021.

### Retiro
El 12 de enero de 2022, Peralta anunció a través de sus redes sociales su retiro del fútbol profesional. El 18 de septiembre de 2022 se develó su estatua en el Territorio Santos Modelo, convirtiéndolo en el quinto "Guerrero Inmortal" del club.

## Selección nacional

### Categorías inferiores

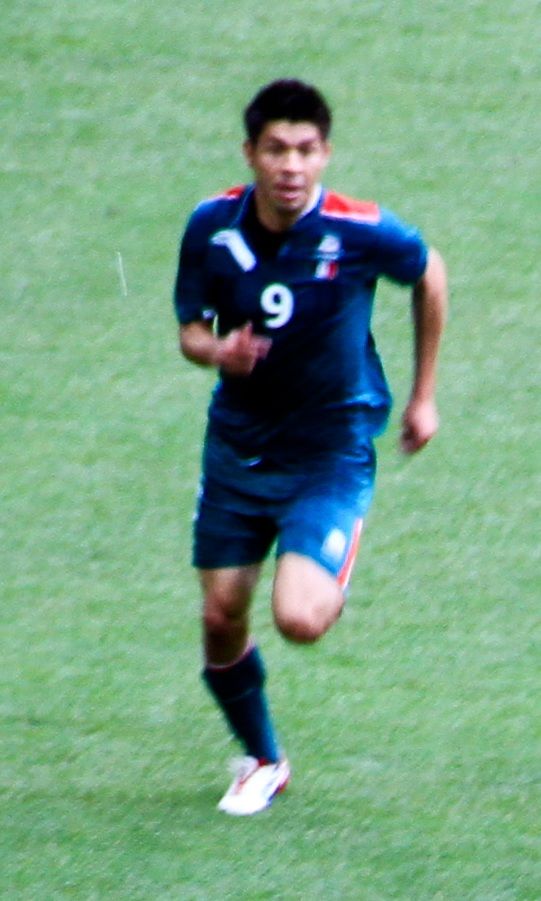
Oribe Peralta en partido de cuartos de final de los Juegos Olímpicos de 2012

A principios de octubre de 2011 México dio a conocer su lista definitiva para los Juegos Panamericanos en donde estuvo presente Peralta. Jugó todos los partidos, destacando el juego contra la selección de Costa Rica en donde Peralta anotó un hat-trick; terminó de líder de goleo solitario con seis anotaciones.
En los Juegos Panamericanos de 2011 integró el representativo nacional que ganó la medalla de oro, siendo el máximo goleador del torneo con seis goles.
En julio de 2012 fue incluido en la lista de 18 jugadores que representaron a México en el Torneo de Fútbol Masculino de los Juegos Olímpicos de Londres 2012, como uno de los tres refuerzos mayores de 23 años por Luis Fernando Tena.
El 26 de julio de 2012, disputó el primer partido del grupo contra Corea del Sur, Oribe tuvo ciertas oportunidades de gol que no finalizó y el encuentro finalizó empatado 0-0. El 1 de agosto marcó el único gol del equipo mexicano contra Suiza finalizando con una victoria de 1-0 y concretó el pase de México a la siguiente fase. Peralta reapareció en el partido de la semifinal del torneo frente a Japón, marcó al minuto 65' para darle la ventaja a la selección olímpica que remontó el encuentro y avanzó tres por uno a la final.
El 7 de agosto de 2012, durante la final del torneo Olímpico contra Brasil logró el gol más rápido en la historia de los Juegos Olímpicos a los 28 segundos de haber comenzado el encuentro. Después de una infracción, Marco Fabián envió un centro al área, Oribe remató de cabeza al minuto 75' convirtiendo el 0-2, que significaría a la postre, la primera medalla oro para México en fútbol. Con dos goles ante Brasil y con cuatro anotaciones a lo largo de la competencia Peralta fue una de las figuras que consiguieron del seleccionado mexicano en dicho torneo. El 11 de agosto de 2012 es parte fundamental de la selección mexicana que obtuvo la primera medalla de oro (de la competencia y en fútbol) de los Juegos Olímpicos de Londres.
El 5 de julio de 2016 fue confirmado como segundo refuerzo del Tri olímpico rumbo a los Juegos Olímpicos de Río 2016.En el primer partido de los juegos olímpicos anotó un gol de cabeza contra Alemania. En el segundo partido contra la selección de Fiji Oribe Peralta salió lesionado y abandono la competición donde al final México quedó eliminado del torneo en fase de grupos .

### Selección absoluta

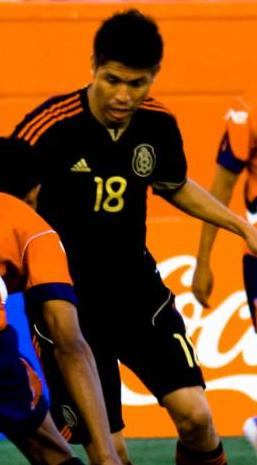
Oribe jugando con México en 2011

Hizo su debut con la Selección de fútbol de México con un llamado de Ricardo La Volpe, el 9 de marzo de 2005 donde entró al minuto 86 en un partido amistoso contra Argentina. El miércoles 10 de agosto de 2011 marcó su primer gol con la Selección Nacional de México ante el eterno rival Estados Unidos.
Oribe jugó un partido amistoso contra la Selección de fútbol de Finlandia, dicho partido no fue considerado oficial debido a que no contó con las características reglamentarias de partidos Categoría A de FIFA, la principal causa de esto fue que Finlandia jugó el partido con un plantel alternativo, añadiendo a esto que el encuentro no se disputó en Fecha FIFA, el partido fue el 30 de octubre de 2013, México venció a Finlandia por marcador de 4-2 y Peralta anotó el tercer gol del conjunto mexicano.
En abril de 2011 fue llamado a la Selección Sub-22 de la mano de Luis Fernando Tena que disputaría la Copa América 2011. Su participación en el torneo no fue la esperada, debido a que no tuvo los suficientes minutos de juego, entrando de cambio en todos los partidos y no pudiendo anotar gol en ninguno de estos.
Durante la era de José Manuel De la Torre, fue convocado para el cuadrangular frente a Guyana el 12 de octubre de 2012, en el cual marcó una anotación en la victoria de 5 por 0. El 16 de octubre, en el Estadio TSM Corona la selección mexicana venció dos por cero a El Salvador, Peralta marcó el 2-0. México finalizó el cuadrangular con paso perfecto con seis victorias y 18 puntos cosechados.
Tras una lesión en la final de la Concacaf Liga Campeones de 2013, Peralta no fue convocado durante las seis primeras fechas del hexagonal. El 6 de septiembre de 2013 regresó a la selección contra Honduras en el Estadio Azteca, abrió el marcador al minuto 6 para el 1-0, sin embargo los catrachos controlaron el partido y remontaron 1-2, tras la derrota México bajó al cuarto sitio, colocándolo momentáneamente en repechaje.
En la penúltima fecha contra Panamá en el Estadio Azteca, Oribe regresó a la titularidad con Víctor Manuel Vucetich en la baquillo, marcó el 1-0 al minuto 39, después de un descuido de la defensa mexicana, el panameño Luis Tejeda empató el marcador al 81, lo que dejaba al cuadro mexicano al borde de la eliminación, sin embargo Raúl Jiménez marcó al minuto 85 el 2-1 con una chilena incluida, así México volvió al cuarto puesto, con posibilidad de repechaje. En la última fecha contra Costa Rica, en San José Oribe volvió a ser titular, al minuto 28 empató a los ticos, pero al minuto 63 Álvaro Saborío sentenció al TRI a la eliminación ya que Panamá ganaba momentáneamente al minuto 90 2-1 a Estados Unidos. Tras un descuido de los panameños, en tiempo de compensación el estadounidense Graham Zusi empató el partido, al siguiente minuto Aron Johannsson anotó el 2-3 que clasificó a México en el repechaje contra Nueva Zelanda.
Tras la destitución de Víctor Manuel Vucetich como director de la selección mexicana, Miguel Herrera fue el elegido como técnico interino para dirigir los partidos de la reclasificación. El 13 de noviembre de 2013 se disputó la ida en el Estadio Azteca, Peralta marcó un doblete al minuto 48 y al 80, así México venció 5-1 a los "All whites". Una semana después en Wellington, Peralta marcó una hatrick en el primer tiempo en los minutos 14, 29 y 33, acercándose a la marca de Enrique Borja de más partidos consecutivos anotando con la selección, el encuentro finalizó 2-4 y con un marcador global de 9-3 México clasificó a la Copa Mundial de Brasil 2014, siendo Oribe factor importante en la repesca anotando cinco goles. Anotó 10 goles en 11 partidos, siendo el mayor anotador de México en la eliminatoria.

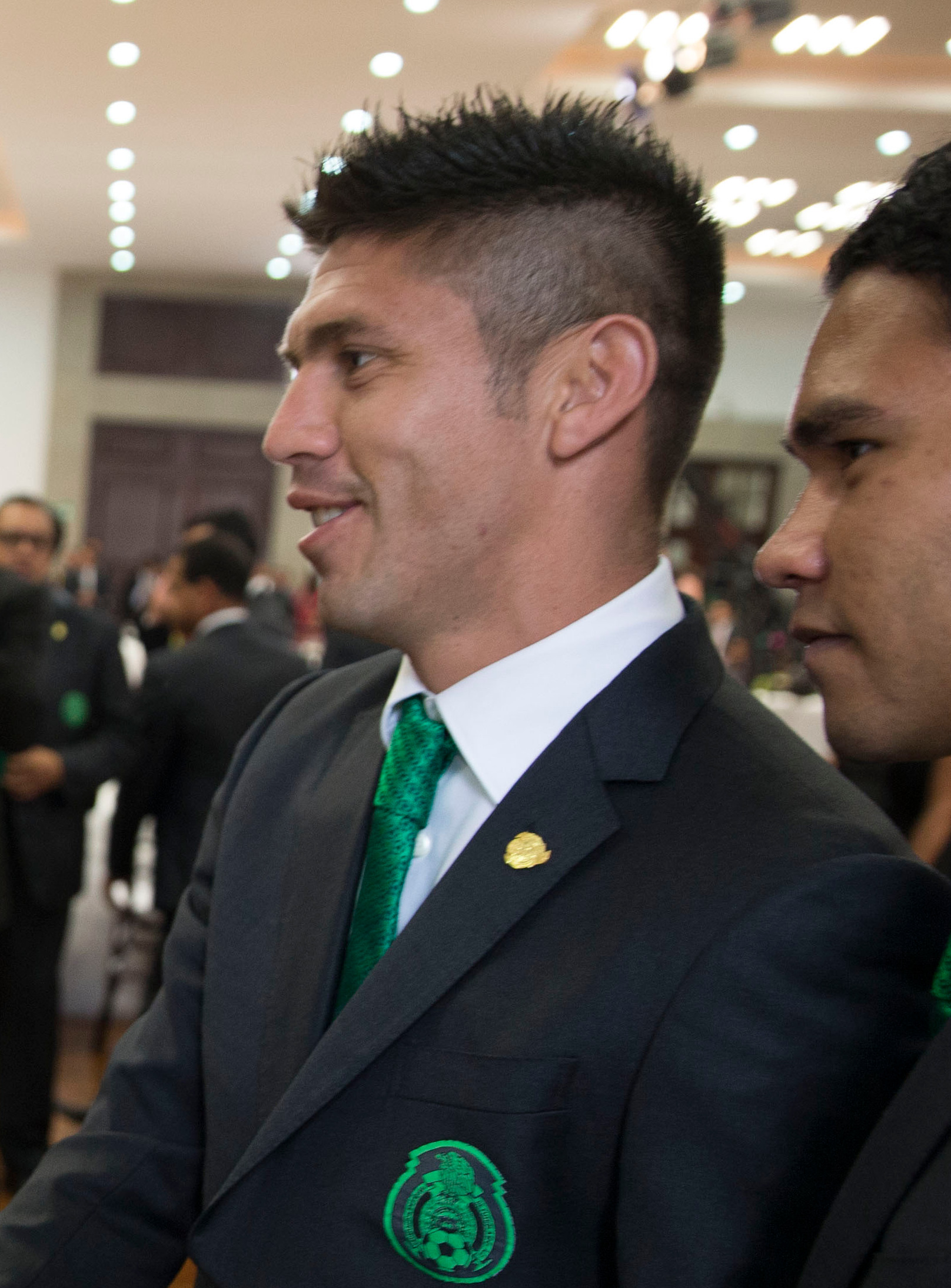
Peralta con la México en 2014

El 29 de enero de 2014 volvió a ser convocado por Miguel Herrera, y fue titular en un partido de preparación previo a la Copa del Mundo contra la Selección de Corea del Sur, abrió el marcador al minuto 36 y salió de cambio al 55 por Francisco Javier Rodríguez, el partido finalizó 4 por 0 a favor de la selección mexicana.
El 8 de mayo de 2014, Oribe Peralta fue incluido por el entrenador Miguel Herrera en la lista final de 23 jugadores que representarán a México en la Copa Mundial de Fútbol de 2014. El 13 de junio, en el primer encuentro de fase de grupos, contra Camerún, Miguel Herrera lo ingresó en el once titular y marcó la primera anotación de la Selección México en la Copa Mundial de 2014 al minuto 62, mismo que valió la victoria para el TRI, saliendo por sustitución al minuto 77 por Javier Hernández. México sería eliminada en los octavos de final al caer por 2 a 1 contra la selección de Holanda.
Peralta fue incluido en el plano del entrenador Miguel Herrera. En 3 de julio de 2015, Peralta anotó un triplete contra la selección de Cuba dónde 'El Trí' otorgó la victoria ganándoles 6-0. En 26 de julio de 2015, Peralta anotó el tercer gol en la gran final contra la selección de Jamaíca. El resultado fue 3-1 a favor de México y es coronado ganador de la Copa Oro de la Concacaf 2015.
Fue convocado para jugar la Copa Mundial de Fútbol de 2018 disputada en Rusia, que sería su segundo Mundial. Jugó apenas 1 minuto frente a Suecia, y México fue nuevamente eliminado en los octavos de final.
El 2 de julio de 2018, Oribe anunció mediante sus redes sociales su retiro de la Selección Mexicana, donde disputó 2 mundiales con la Selección, jugando un total de 67 partidos y anotando 25 goles.

### Participación fases eliminatorias
| Torneo                        | Categoría | Sede     | Resultado     | Partidos | Goles |
| ----------------------------- | --------- | -------- | ------------- | -------- | ----- |
| Clasificación Mundial de 2014 | Absoluta  | Concacaf | Cuarto puesto | 11       | 10    |
| Clasificación Mundial de 2018 | Absoluta  | Concacaf | Primer puesto | 5        | 1     |

### Participación fases finales
| Torneo                          | Categoría | Sede                    | Resultado        | Partidos | Goles |
| ------------------------------- | --------- | ----------------------- | ---------------- | -------- | ----- |
| Copa América de 2011            | Absoluta  | Argentina               | Primera fase     | 3        | 0     |
| Juegos Panamericanos de 2011    | Sub-22    | México                  | Campeón          | 5        | 6     |
| Juegos Olímpicos de 2012        | Sub-23    | Reino Unido             | 'Campeón'        | 6        | 4     |
| Copa Mundial de Fútbol de 2014  | Absoluta  | Brasil                  | Octavos de final | 4        | 1     |
| Copa Oro de la Concacaf de 2015 | Absoluta  | Estados Unidos y Canadá | 'Campeón'        | 6        | 4     |
| Copa Concacaf de 2015           | Absoluta  | Estados Unidos          | Campeón          | 1        | 1     |
| Copa América de 2016            | Absoluta  | Estados Unidos          | Cuartos de final | 2        | 1     |
| Juegos Olímpicos de 2016        | Sub-23    | Brasil                  | Primera fase     | 2        | 1     |
| Copa Confederaciones de 2017    | Absoluta  | Rusia                   | Cuarto puesto    | 3        | 1     |
| Copa Mundial de Fútbol de 2018  | Absoluta  | Rusia                   | Octavos de final | 1        | 0     |

## Estadísticas

### Clubes
Actualizado al último partido jugado el 21 de abril de 2021.
| Club                     | Div.                 | Temporada     | Liga  | Liga  | Liga   | Copas nacionales | Copas nacionales | Copas nacionales | Copas internacionales | Copas internacionales | Copas internacionales | Total | Total | Total  | Media goleadora |
| Club                     | Div.                 | Temporada     | Part. | Goles | Asist. | Part.            | Goles            | Asist.           | Part.                 | Goles                 | Asist.                | Part. | Goles | Asist. | Media goleadora |
| ------------------------ | -------------------- | ------------- | ----- | ----- | ------ | ---------------- | ---------------- | ---------------- | --------------------- | --------------------- | --------------------- | ----- | ----- | ------ | --------------- |
| C. A. Morelia México     |                      |               |       |       |        |                  |                  |                  |                       |                       |                       |       |       |        |                 |
| 1.ª                      | 2003                 | 2             | 0     | 0     | —      | —                | —                | —                | —                     | —                     | 2                     | 0     | 0     | 0.00   |                 |
| Total club               | Total club           | 2             | 0     | 0     | 0      | 0                | 0                | 0                | 0                     | 0                     | 2                     | 0     | 0     | 0.00   |                 |
| C. León México           |                      |               |       |       |        |                  |                  |                  |                       |                       |                       |       |       |        |                 |
| 2.ª                      | 2003-04              | 33            | 10    | ?     | —      | —                | —                | —                | —                     | —                     | 33                    | 10    | ?     | 0.30   |                 |
| Total club               | Total club           | 33            | 10    | ?     | 0      | 0                | 0                | 0                | 0                     | 0                     | 33                    | 10    | ?     | 0.30   |                 |
| C. F. Monterrey México   |                      |               |       |       |        |                  |                  |                  |                       |                       |                       |       |       |        |                 |
| 1.ª                      | 2004-05              | 40            | 9     | ?     | —      | —                | —                | 3                | 0                     | ?                     | 43                    | 9     | ?     | 0.20   |                 |
| 1.ª                      | 2005-06              | 24            | 2     | ?     | 2      | 0                | 0                | —                | —                     | —                     | 26                    | 2     | ?     | 0.07   |                 |
| Total club               | Total club           | 64            | 11    | ?     | 2      | 0                | 0                | 3                | 0                     | ?                     | 69                    | 11    | ?     | 0.15   |                 |
| C. D. Guadalajara México |                      |               |       |       |        |                  |                  |                  |                       |                       |                       |       |       |        |                 |
| 1.ª                      | 2005                 | —             | —     | —     | —      | —                | —                | 4                | 0                     | 0                     | 4                     | 0     | 0     | 0.00   |                 |
| Total club               | Total club           | 0             | 0     | 0     | 0      | 0                | 0                | 4                | 0                     | 0                     | 4                     | 0     | 0     | 0.0    |                 |
| C. Santos Laguna México  |                      |               |       |       |        |                  |                  |                  |                       |                       |                       |       |       |        |                 |
| 1.ª                      | 2006-07              | 33            | 4     | 2     | —      | —                | —                | —                | —                     | —                     | 33                    | 4     | 2     | 0.12   |                 |
| 1.ª                      | 2007-08              | 29            | 4     | 1     | —      | —                | —                | —                | —                     | —                     | 29                    | 4     | 1     | 0.13   |                 |
| 1.ª                      | 2008                 | 10            | 0     | 0     | —      | —                | —                | 4                | 2                     | 2                     | 14                    | 2     | 2     | 0.14   |                 |
| Total club               | Total club           | 72            | 8     | 3     | 0      | 0                | 0                | 4                | 2                     | 2                     | 72                    | 10    | 5     | 0.21   |                 |
| Chiapas F. C. México     |                      |               |       |       |        |                  |                  |                  |                       |                       |                       |       |       |        |                 |
| 1.ª                      | Cl. 2009 \| Ap. 2009 | 35            | 12    | 2     | —      | —                | —                | —                | —                     | —                     | 35                    | 12    | 2     | 0.34   |                 |
| Total club               | Total club           | 35            | 12    | 2     | 0      | 0                | 0                | 0                | 0                     | 0                     | 35                    | 12    | 2     | 0.34   |                 |
| C. Santos Laguna México  |                      |               |       |       |        |                  |                  |                  |                       |                       |                       |       |       |        |                 |
| 1.ª                      | 2010                 | 22            | 9     | 9     | 1      | 0                | 0                | —                | —                     | —                     | 23                    | 9     | 9     | 0.39   |                 |
| 1.ª                      | 2010-11              | 31            | 5     | 9     | —      | —                | —                | 9                | 3                     | 3                     | 40                    | 8     | 12    | 0.20   |                 |
| 1.ª                      | 2011-12              | 40            | 28    | 10    | —      | —                | —                | 8                | 7                     | 3                     | 48                    | 35    | 13    | 0.72   |                 |
| 1.ª                      | 2012-13              | 23            | 13    | 3     | —      | —                | —                | 8                | 0                     | 1                     | 31                    | 13    | 4     | 0.41   |                 |
| 1.ª                      | 2013-14              | 35            | 19    | 8     | 2      | 0                | 0                | 7                | 3                     | 1                     | 44                    | 22    | 9     | 0.50   |                 |
| Total club               | Total club           | 151           | 74    | 39    | 3      | 0                | 0                | 32               | 13                    | 8                     | 186                   | 87    | 44    | 0.47   |                 |
| C. América México        |                      |               |       |       |        |                  |                  |                  |                       |                       |                       |       |       |        |                 |
| 1.ª                      | 2014-15              | 38            | 15    | 5     | —      | —                | —                | 6                | 7                     | 1                     | 44                    | 22    | 6     | 0.50   |                 |
| 1.ª                      | 2015-16              | 40            | 17    | 3     | —      | —                | —                | 9                | 4                     | 0                     | 49                    | 21    | 3     | 0.42   |                 |
| 1.ª                      | 2016-17              | 35            | 14    | 4     | 6      | 1                | 2                | 3                | 1                     | 0                     | 44                    | 16    | 6     | 0.36   |                 |
| 1.ª                      | 2017-18              | 41            | 9     | 4     | 4      | 1                | 0                | 5                | 0                     | 5                     | 50                    | 10    | 9     | 0.20   |                 |
| 1.ª                      | 2018-19              | 28            | 5     | 5     | 1      | 0                | 0                | —                | —                     | —                     | 29                    | 5     | 5     | 0.17   |                 |
| Total club               | Total club           | 182           | 60    | 21    | 11     | 2                | 2                | 23               | 12                    | 6                     | 216                   | 74    | 29    | 0.34   |                 |
| C. D. Guadalajara México |                      |               |       |       |        |                  |                  |                  |                       |                       |                       |       |       |        |                 |
| 1.ª                      | 2019-20              | 15            | 1     | 1     | 4      | 1                | 0                | —                | —                     | —                     | 19                    | 2     | 1     | 0.09   |                 |
| 1.ª                      | 2020-21              | 13            | 0     | 2     | —      | —                | —                | —                | —                     | —                     | 13                    | 0     | 2     | 0.00   |                 |
| Total club               | Total club           | 28            | 1     | 3     | 4      | 1                | 0                | 0                | 0                     | 0                     | 32                    | 2     | 3     | 0.06   |                 |
| Total carrera            | Total carrera        | Total carrera | 567   | 176   | 68     | 20               | 3                | 2                | 66                    | 27                    | 16                    | 653   | 206   | 86     | 0.31            |
| 1. 2. 3.                 |                      |               |       |       |        |                  |                  |                  |                       |                       |                       |       |       |        |                 |

### Selección de México
Actualizado al último partido jugado el 27 de junio de 2018.
| Selección         | Año   | Eliminatorias | Eliminatorias | Eliminatorias | Continental | Continental | Continental | Mundial | Mundial | Mundial | Amistosos | Amistosos | Amistosos | Total | Total | Total  | Media goleadora |
| Selección         | Año   | Part.         | Goles         | Asist.        | Part.       | Goles       | Asist.      | Part.   | Goles   | Asist.  | Part.     | Goles     | Asist.    | Part. | Goles | Asist. | Media goleadora |
| ----------------- | ----- | ------------- | ------------- | ------------- | ----------- | ----------- | ----------- | ------- | ------- | ------- | --------- | --------- | --------- | ----- | ----- | ------ | --------------- |
| Sub-22 · México   |       |               |               |               |             |             |             |         |         |         |           |           |           |       |       |        |                 |
| 2011              | —     | —             | —             | 5             | 6           | 1           | —           | —       | —       | 4       | 0         | 0         | 9         | 6     | 1     | 0.66   |                 |
| Total             | 0     | 0             | 0             | 5             | 6           | 1           | 0           | 0       | 0       | 4       | 0         | 1         | 9         | 6     | 1     | 0.66   |                 |
| Sub-23 · México   |       |               |               |               |             |             |             |         |         |         |           |           |           |       |       |        |                 |
| 2012              | —     | —             | —             | —             | —           | —           | 6           | 4       | 4       | 3       | 0         | 1         | 9         | 4     | 5     | 0.44   |                 |
| 2016              | —     | —             | —             | —             | —           | —           | 2           | 1       | 3       | 1       | 0         | 0         | 3         | 1     | 3     | 0.33   |                 |
| Total             | 0     | 0             | 0             | 0             | 0           | 0           | 8           | 5       | 7       | 4       | 0         | 1         | 12        | 5     | 8     | 0.41   |                 |
| Absoluta · México |       |               |               |               |             |             |             |         |         |         |           |           |           |       |       |        |                 |
| 2005              | —     | —             | —             | —             | —           | —           | —           | —       | —       | 2       | 0         | 0         | 2         | 0     | 0     | 0.00   |                 |
| 2011              | —     | —             | —             | 3             | 0           | 0           | —           | —       | —       | 3       | 1         | 0         | 6         | 1     | 0     | 0.16   |                 |
| 2012              | 4     | 2             | 1             | —             | —           | —           | —           | —       | —       | 2       | 1         | 0         | 6         | 3     | 1     | 0.50   |                 |
| 2013              | 7     | 8             | 0             | —             | —           | —           | —           | —       | —       | 2       | 2         | 0         | 9         | 10    | 0     | 1.11   |                 |
| 2014              | —     | —             | —             | —             | —           | —           | 4           | 1       | 1       | 9       | 1         | 3         | 13        | 2     | 4     | 0.15   |                 |
| 2015              | 1     | 0             | 0             | 7             | 5           | 2           | —           | —       | —       | 2       | 0         | 0         | 10        | 5     | 2     | 0.50   |                 |
| 2016              | —     | —             | —             | 2             | 1           | 0           | —           | —       | —       | 4       | 1         | 1         | 6         | 2     | 1     | 0.33   |                 |
| 2017              | 4     | 1             | 0             | —             | —           | —           | 3           | 1       | 0       | 3       | 0         | 1         | 10        | 2     | 1     | 0.20   |                 |
| 2018              | —     | —             | —             | —             | —           | —           | 1           | 0       | 0       | 4       | 0         | 0         | 5         | 0     | 0     | 0.00   |                 |
| Total             | 16    | 11            | 1             | 12            | 6           | 2           | 8           | 2       | 1       | 31      | 6         | 5         | 67        | 25    | 9     | 0.37   |                 |
| Total             | Total | 16            | 11            | 1             | 17          | 12          | 3           | 16      | 7       | 8       | 39        | 6         | 7         | 88    | 36    | 18     | 0.40            |
| 1. 2.             |       |               |               |               |             |             |             |         |         |         |           |           |           |       |       |        |                 |

#### Partidos internacionales
| Detalle de partidos internacionales | Detalle de partidos internacionales | Detalle de partidos internacionales                        | Detalle de partidos internacionales | Detalle de partidos internacionales | Detalle de partidos internacionales | Detalle de partidos internacionales     |
| N.º                                 | Fecha                               | Estadio                                                    | Rival                               | Resultado                           | Goles                               | Competición                             |
| Selección Sub-22                    | Selección Sub-22                    | Selección Sub-22                                           | Selección Sub-22                    | Selección Sub-22                    | Selección Sub-22                    | Selección Sub-22                        |
| ----------------------------------- | ----------------------------------- | ---------------------------------------------------------- | ----------------------------------- | ----------------------------------- | ----------------------------------- | --------------------------------------- |
| 1.                                  | 11 de junio de 2011                 | Sam Boyd Stadium, Las Vegas, Estados Unidos                | Venezuela                           | 0–3                                 |                                     | Amistoso                                |
| 2.                                  | 22 de junio de 2011                 | Estadio Hernán Ramírez Villegas, Pereira, Colombia         | Colombia                            | 0–0                                 |                                     | Amistoso                                |
| 3.                                  | 25 de junio de 2011                 | Estadio Olímpico Atahualpa, Quito, Ecuador                 | Ecuador                             | 0–1                                 |                                     | Amistoso                                |
| 4.                                  | 27 de junio de 2011                 | Estadio José Amalfitani, Buenos Aires, Argentina           | Bolivia                             | 0–1                                 |                                     | Amistoso                                |
| 5.                                  | 19 de octubre de 2011               | Estadio Omnilife, Zapopan, México                          | Ecuador                             | 2–1                                 | 1                                   | Juegos Panamericanos de 2011            |
| 6.                                  | 21 de octubre de 2011               | Estadio Omnilife, Zapopan, México                          | Trinidad y Tobago                   | 1–1                                 | 1                                   | Juegos Panamericanos de 2011            |
| 7.                                  | 23 de octubre de 2011               | Estadio Omnilife, Zapopan, México                          | Uruguay                             | 5–2                                 | 1                                   | Juegos Panamericanos de 2011            |
| 8.                                  | 26 de octubre de 2011               | Estadio Omnilife, Zapopan, México                          | Costa Rica                          | 3–0                                 | 3                                   | Juegos Panamericanos de 2011            |
| 9.                                  | 28 de octubre de 2011               | Estadio Omnilife, Zapopan, México                          | Argentina                           | 1–0                                 |                                     | Juegos Panamericanos de 2011            |
| Selección Sub-23                    |                                     |                                                            |                                     |                                     |                                     |                                         |
| 1.                                  | 15 de julio de 2012                 | Marbella Football Center, Marbella, España                 | Gran Bretaña                        | 1–0                                 |                                     | Amistoso                                |
| 2.                                  | 18 de julio de 2012                 | Estadio Ramón de Carranza, Cádiz, España                   | España                              | 1–0                                 |                                     | Amistoso                                |
| 3.                                  | 21 de julio de 2012                 | City Ground, Nottingham, Inglaterra                        | Japón                               | 1–2                                 |                                     | Amistoso                                |
| 4.                                  | 26 de julio de 2012                 | St James' Park, Newcastle, England                         | Corea del Sur                       | 0–0                                 |                                     | Juegos Olímpicos de Londres 2012        |
| 5.                                  | 29 de julio de 2012                 | City of Coventry Stadium, Coventry, England                | Gabón                               | 2–0                                 |                                     | Juegos Olímpicos de Londres 2012        |
| 6.                                  | 1 de agosto de 2012                 | Millennium Stadium, Cardiff, Wales                         | Suiza                               | 1–0                                 | 1                                   | Juegos Olímpicos de Londres 2012        |
| 7.                                  | 4 de agosto de 2012                 | Estadio de Wembley, Londres, Inglaterra                    | Senegal                             | 4–2                                 |                                     | Juegos Olímpicos de Londres 2012        |
| 8.                                  | 6 de agosto de 2012                 | Estadio de Wembley, Londres, Inglaterra                    | Japón                               | 3–1                                 | 1                                   | Juegos Olímpicos de Londres 2012        |
| 9.                                  | 11 de agosto de 2012                | Estadio de Wembley, Londres, Inglaterra                    | Brasil                              | 2–1                                 | 2                                   | Juegos Olímpicos de Londres 2012        |
| 10.                                 | 28 de julio de 2016                 | Estadio Cuauhtémoc, Puebla, México                         | Argentina                           | 0–0                                 |                                     | Amistoso                                |
| 11.                                 | 4 de agosto de 2016                 | Arena Fonte Nova, Salvador, Brasil                         | Alemania                            | 2–2                                 | 1                                   | Juegos Olímpicos de Río de Janeiro 2016 |
| 12.                                 | 7 de agosto de 2016                 | Arena Fonte Nova, Salvador, Brasil                         | Fiyi                                | 1–5                                 |                                     | Juegos Olímpicos de Río de Janeiro 2016 |
| Selección absoluta                  |                                     |                                                            |                                     |                                     |                                     |                                         |
| 1.                                  | 9 de marzo de 2005                  | Memorial Coliseum, Los Ángeles, Estados Unidos             | Argentina                           | 1–1                                 |                                     | Amistoso                                |
| 2.                                  | 27 de abril de 2005                 | Soldier Field, Chicago, Estados Unidos                     | Polonia                             | 1–1                                 |                                     | Amistoso                                |
| 3.                                  | 4 de julio de 2011                  | Estadio San Juan del Bicentenario, San Juan, Argentina     | Chile                               | 1–2                                 |                                     | Copa América 2011                       |
| 4.                                  | 8 de julio de 2011                  | Estadio Malvinas Argentinas, Mendoza, Argentina            | Perú                                | 0–1                                 |                                     | Copa América 2011                       |
| 5.                                  | 12 de julio de 2011                 | Estadio Ciudad de La Plata La Plata, Argentina             | Uruguay                             | 0–1                                 |                                     | Copa América 2011                       |
| 6.                                  | 10 de agosto de 2011                | Lincoln Financial Field, Filadelfia, Estados Unidos        | Estados Unidos                      | 1–1                                 | 1                                   | Amistoso                                |
| 7.                                  | 11 de octubre de 2011               | Estadio Corona, Torreón, México                            | Brasil                              | 1–2                                 |                                     | Amistoso                                |
| 8.                                  | 11 de noviembre de 2011             | Estadio Corregidora, Querétaro, México                     | Serbia                              | 2–0                                 |                                     | Amistoso                                |
| 9.                                  | 25 de enero de 2012                 | Reliant Stadium, Houston, Estados Unidos                   | Venezuela                           | 3–1                                 | 1                                   | Amistoso                                |
| 10.                                 | 29 de febrero de 2012               | Sun Life Stadium, Miami Gardens, Estados Unidos            | Colombia                            | 0–2                                 |                                     | Amistoso                                |
| 11.                                 | 7 de septiembre de 2012             | Estadio Nacional de Costa Rica, San José, Costa Rica       | Costa Rica                          | 2–0                                 |                                     | Eliminatorias Mundial 2014              |
| 12.                                 | 11 de septiembre de 2012            | Estadio Azteca, Ciudad de México, México                   | Costa Rica                          | 1–0                                 |                                     | Eliminatorias Mundial 2014              |
| 13.                                 | 12 de octubre de 2012               | BBVA Compass Stadium, Houston, Estados Unidos              | Guyana                              | 5–0                                 | 1                                   | Eliminatorias Mundial 2014              |
| 14.                                 | 16 de octubre de 2012               | Estadio Corona, Torreón, México                            | El Salvador                         | 2–0                                 | 1                                   | Eliminatorias Mundial 2014              |
| 15.                                 | 30 de enero de 2013                 | University of Phoenix Stadium, Glendale, Estados Unidos    | Dinamarca                           | 1–1                                 |                                     | Amistoso                                |
| 16.                                 | 6 de febrero de 2013                | Estadio Azteca, México, D. F., México                      | Jamaica                             | 0–0                                 |                                     | Eliminatorias Mundial 2014              |
| 17.                                 | 14 de agosto de 2013                | MetLife Stadium, Nueva York, Estados Unidos                | Costa de Marfil                     | 4-1                                 | 2                                   | Amistoso                                |
| 18.                                 | 6 de septiembre de 2013             | Estadio Azteca, México, D. F., México                      | Honduras                            | 1–2                                 | 1                                   | Eliminatorias Mundial 2014              |
| 19.                                 | 10 de septiembre de 2013            | Columbus Crew Stadium, Columbus, Estados Unidos            | Estados Unidos                      | 2–0                                 |                                     | Eliminatorias Mundial 2014              |
| 20.                                 | 11 de octubre de 2013               | Estadio Azteca, México, D. F., México                      | Panamá                              | 2–1                                 | 1                                   | Eliminatorias Mundial 2014              |
| 21.                                 | 15 de octubre de 2013               | Estadio Nacional, San José, Costa Rica                     | Costa Rica                          | 2-1                                 | 1                                   | Eliminatorias Mundial 2014              |
| —                                   | 30 de octubre de 2013               | Qualcomm Stadium, San Diego, Estados Unidos                | Finlandia                           | 4-2                                 | 1                                   | Amistoso                                |
| 22.                                 | 13 de noviembre de 2013             | Estadio Azteca, México, D. F., México                      | Nueva Zelanda                       | 5–1                                 | 2                                   | Eliminatorias Mundial 2014              |
| 23.                                 | 20 de noviembre de 2013             | Estadio Westpac, Wellington, Nueva Zelanda                 | Nueva Zelanda                       | 2-4                                 | 3                                   | Eliminatorias Mundial 2014              |
| 24.                                 | 29 de enero de 2014                 | Alamodome, San Antonio, Estados Unidos                     | Corea del Sur                       | 4-0                                 | 1                                   | Amistoso                                |
| 25.                                 | 5 de marzo de 2014                  | Georgia Dome, Atlanta, Estados Unidos                      | Nigeria                             | 0-0                                 |                                     | Amistoso                                |
| 26.                                 | 28 de mayo de 2014                  | Estadio Azteca, México, D. F., México                      | Israel                              | 3-0                                 |                                     | Amistoso                                |
| 27.                                 | 31 de mayo de 2014                  | AT&T Stadium, Arlington, Estados Unidos                    | Ecuador                             | 3-1                                 |                                     | Amistoso                                |
| 28.                                 | 6 de junio de 2014                  | Gillette Stadium, Boston, Estados Unidos                   | Portugal                            | 0-1                                 |                                     | Amistoso                                |
| 29.                                 | 13 de junio de 2014                 | Arena das Dunas, Natal, Brasil                             | Camerún                             | 1-0                                 | 1                                   | Copa Mundial de Fútbol de 2014          |
| 30.                                 | 17 de junio de 2014                 | Castelao, Fortaleza, Brasil                                | Brasil                              | 0-0                                 |                                     | Copa Mundial de Fútbol de 2014          |
| 31.                                 | 23 de junio de 2014                 | Arena Pernambuco, Recife, Brasil                           | Croacia                             | 3-1                                 |                                     | Copa Mundial de Fútbol de 2014          |
| 32.                                 | 29 de junio de 2014                 | Castelao, Fortaleza, Brasil                                | Países Bajos                        | 1-2                                 |                                     | Copa Mundial de Fútbol de 2014          |
| 33.                                 | 6 de septiembre de 2014             | Levi's Stadium, Santa Clara, Estados Unidos                | Chile                               | 0-0                                 |                                     | Amistoso                                |
| 34.                                 | 10 de septiembre de 2014            | Dick's Sporting Goods Park, Commerce City, Estados Unidos  | Bolivia                             | 1-0                                 |                                     | Amistoso                                |
| 35.                                 | 9 de octubre de 2014                | Víctor Manuel Reyna, Tuxtla Gutiérrez, México              | Honduras                            | 2-0                                 |                                     | Amistoso                                |
| 36.                                 | 12 de octubre de 2014               | Corregidora, Querétaro, México                             | Panamá                              | 1-0                                 |                                     | Amistoso                                |
| 37.                                 | 27 de junio de 2015                 | Citrus Bowl, Orlando, Estados Unidos                       | Costa Rica                          | 2-2                                 |                                     | Amistoso                                |
| 38.                                 | 1 de julio de 2015                  | Estadio NRG, Houston, Estados Unidos                       | Honduras                            | 0-0                                 |                                     | Amistoso                                |
| 39.                                 | 9 de julio de 2015                  | Soldier Field, Chicago, Estados Unidos                     | Cuba                                | 6-0                                 | 3                                   | Copa de Oro 2015                        |
| 40.                                 | 12 de julio de 2015                 | Universidad de Phoenix, Phoenix, Estados Unidos            | Guatemala                           | 0-0                                 |                                     | Copa de Oro 2015                        |
| 41.                                 | 15 de julio de 2015                 | Bank of America Stadium, Charlotte Estados Unidos          | Trinidad y Tobago                   | 4-4                                 |                                     | Copa de Oro 2015                        |
| 42.                                 | 19 de julio de 2015                 | MetLife Stadium, Nueva Jersey Estados Unidos               | Costa Rica                          | 1-0                                 |                                     | Copa de Oro 2015                        |
| 43.                                 | 22 de julio de 2015                 | Georgia Dome, Atlanta Estados Unidos                       | Panamá                              | 2-1                                 |                                     | Copa de Oro 2015                        |
| 44.                                 | 26 de julio de 2015                 | Lincoln Financial Field, Filadelfia Estados Unidos         | Jamaica                             | 3-1                                 | 1                                   | Copa de Oro 2015                        |
| 45.                                 | 10 de octubre de 2015               | Estadio Rose Bowl, Pasadena Estados Unidos                 | Estados Unidos                      | 3-2                                 | 1                                   | Copa Concacaf 2015                      |
| 46.                                 | 13 de noviembre de 2015             | Estadio Azteca, Ciudad de México, México                   | El Salvador                         | 3-0                                 |                                     | Eliminatorias Rusia 2018                |
| 47.                                 | 28 de mayo de 2016                  | Georgia Dome, Atlanta, Estados Unidos                      | Paraguay                            | 1-0                                 |                                     | Amistoso                                |
| 48.                                 | 1 de junio de 2016                  | Qualcomm Stadium, San Diego, Estados Unidos                | Chile                               | 1-0                                 |                                     | Amistoso                                |
| 49.                                 | 9 de junio de 2016                  | Estadio Rose Bowl, Pasadena, Estados Unidos                | Jamaica                             | 2-0                                 | 1                                   | Copa América 2016                       |
| 50.                                 | 13 de junio de 2016                 | Estadio NRG, Houston, Estados Unidos                       | Venezuela                           | 1-1                                 |                                     | Copa América 2016                       |
| 51.                                 | 8 de octubre de 2016                | Nissan Stadium, Nashville, Estados Unidos                  | Nueva Zelanda                       | 2-1                                 |                                     | Amistoso                                |
| 52.                                 | 11 de octubre de 2016               | Toyota Park, Bridgeview, Estados Unidos                    | Panamá                              | 1-0                                 | 1                                   | Amistoso                                |
| 53.                                 | 24 de marzo de 2017                 | Estadio Azteca, Ciudad de México, México                   | Costa Rica                          | 2-0                                 |                                     | Eliminatorias Rusia 2018                |
| 54.                                 | 27 de mayo de 2017                  | Los Angeles Memorial Coliseum, Los Ángeles, Estados Unidos | Croacia                             | 1-2                                 |                                     | Amistoso                                |
| 55.                                 | 1 de junio de 2017                  | MetLife Stadium, Nueva Jersey, Estados Unidos              | Irlanda                             | 3-1                                 |                                     | Amistoso                                |
| 56.                                 | 8 de junio de 2017                  | Estadio Azteca, Ciudad de México, México                   | Honduras                            | 3-0                                 |                                     | Eliminatorias Rusia 2018                |
| 57.                                 | 18 de junio de 2017                 | Kazán Arena, Kazán, Rusia                                  | Portugal                            | 2-2                                 |                                     | Copa Confederaciones 2017               |
| 58.                                 | 21 de junio de 2017                 | Estadio Olímpico de Sochi, Sochi, Rusia                    | Nueva Zelanda                       | 2-1                                 | 1                                   | Copa Confederaciones 2017               |
| 59.                                 | 2 de julio de 2017                  | Otkrytie Arena, Moscú, Rusia                               | Portugal                            | 2-1                                 |                                     | Copa Confederaciones 2017               |
| 60.                                 | 6 de octubre de 2017                | Estadio Alfonso Lastras Ramírez, San Luis Potosí, México   | Trinidad y Tobago                   | 3-1                                 |                                     | Eliminatorias Rusia 2018                |
| 61.                                 | 10 de octubre de 2017               | Estadio Olímpico Metropolitano, San Pedro Sula, Honduras   | Honduras                            | 3-2                                 | 1                                   | Eliminatorias Rusia 2018                |
| 62.                                 | 13 de noviembre de 2017             | Stadion Energa Gdańsk, Gdańsk, Polonia                     | Polonia                             | 0-1                                 |                                     | Amistoso                                |
| 63.                                 | 23 de marzo de 2018                 | Levi's Stadium, Santa Clara, Estados Unidos                | Islandia                            | 3-0                                 |                                     | Amistoso                                |
| 64.                                 | 28 de mayo de 2018                  | Rose Bowl Stadium, Pasadena, Estados Unidos                | Gales                               | 0-0                                 |                                     | Amistoso                                |
| 65.                                 | 2 de junio de 2018                  | Estadio Azteca, Ciudad de México, México                   | Escocia                             | 1-0                                 |                                     | Amistoso                                |
| 66.                                 | 9 de junio de 2018                  | Brøndby Stadion, Copenhague, Dinamarca                     | Dinamarca                           | 2-0                                 |                                     | Amistoso                                |
| 67.                                 | 27 de junio de 2018                 | Ekaterimburgo Arena, Ekaterimburgo, Rusia                  | Suecia                              | 0-3                                 |                                     | Copa Mundial de Fútbol de 2018          |

### Hat-tricks
Fue el segundo mexicano que logra un triplete en un primer tiempo en eliminatorias mundialistas. El primero fue Dionisio Mejía en 1934.
| 1. | 15 de mayo de 2010      | Estadio Corona, Torreón          | C. Santos Laguna - Monarcas Morelia | Anotado · Anotado · Anotado | 7 - 1 | Primera División de México      |
| 2. | 26 de octubre de 2011   | Estadio Omnilife, Guadalajara    | México Sub-22 - Costa Rica Sub-22   | Anotado · Anotado · Anotado | 3 - 0 | Juegos Panamericanos de 2011    |
| 3. | 23 de julio de 2011     | Estadio Hidalgo, Pachuca         | C. F. Pachuca - C. Santos Laguna    | Anotado · Anotado · Anotado | 1 - 4 | Primera División de México      |
| 4. | 20 de noviembre de 2013 | Estadio Westpac, Wellington      | Nueva Zelanda - México              | Anotado · Anotado · Anotado | 2 - 4 | Eliminatorias Mundial de 2014   |
| 5. | 9 de julio de 2015      | Soldier Field, Chicago           | México - Cuba                       | Anotado · Anotado · Anotado | 6 - 0 | Copa Oro de la Concacaf de 2015 |
| 6. | 23 de julio de 2016     | Estadio Azteca, Ciudad de México | C. América - C. D. Toluca           | Anotado · Anotado · Anotado | 3 - 1 | Primera División de México      |

### Resumen estadístico
|                            | Partidos | Goles | Promedio | Asistencias | G+A | Promedio G+A |
| -------------------------- | -------- | ----- | -------- | ----------- | --- | ------------ |
| Liga                       | 567      | 176   | 0.31     | 68          | 244 | 0.43         |
| Copas nacionales           | 20       | 3     | 0.15     | 2           | 5   | 0.25         |
| Copas internacionales      | 66       | 27    | 0.40     | 16          | 43  | 0.65         |
| Selección de México Sub-22 | 9        | 6     | 0.66     | 1           | 7   | 0.77         |
| Selección de México Sub-23 | 12       | 5     | 0.41     | 8           | 13  | 1.08         |
| Selección de México        | 67       | 25    | 0.37     | 9           | 34  | 0.50         |
| Total                      | 741      | 242   | 0.32     | 104         | 346 | 0.46         |

## Palmarés

### Títulos nacionales
| Título     | Club          | País   | Año  |
| ---------- | ------------- | ------ | ---- |
| Ascenso MX | León          | México | 2004 |
| Liga MX    | Santos Laguna | México | 2008 |
| Liga MX    | Santos Laguna | México | 2012 |
| Liga MX    | América       | México | 2014 |
| Liga MX    | América       | México | 2018 |
| Copa MX    | América       | México | 2019 |

### Títulos internacionales
| Título                  | Club (*)           | País           | Año  |
| ----------------------- | ------------------ | -------------- | ---- |
| Juegos Panamericanos    | Selección Sub-22   | México         | 2011 |
| Juegos Olímpicos        | Selección Sub-23   | Reino Unido    | 2012 |
| Liga de Campeones       | América            | Canadá         | 2015 |
| Copa Oro de la Concacaf | Selección Mexicana | Estados Unidos | 2015 |
| Copa Concacaf           | Selección Mexicana | Estados Unidos | 2015 |
| Liga de Campeones       | América            | México         | 2016 |

(*) Incluyendo la Selección

### Distinciones individuales
| Distinción                                             | Año  |
| ------------------------------------------------------ | ---- |
| Máximo goleador de los Juegos Panamericanos            | 2011 |
| Mejor delantero de la Primera División de México       | 2011 |
| Máximo goleador de la Liga de Campeones de la Concacaf | 2012 |
| Mejor jugador de la Liga de Campeones de la Concacaf   | 2012 |
| Mejor delantero de la Primera División de México       | 2012 |
| Mejor jugador de la Primera División de México         | 2012 |
| Jugador del año de la Concacaf                         | 2013 |
| Máximo goleador de la Liga de Campeones de la Concacaf | 2015 |